# Les Allues
Les Allues sont une commune française située dans le sud du département de la Savoie, en région Auvergne-Rhône-Alpes.
Commune de montagne du massif de la Vanoise, en Tarentaise, elle compte treize villages et accueille une station de sports d'hiver qui se développe autour de deux principaux noyaux : Méribel (1 450 m), Méribel-Mottaret (1 750 m) situés au cœur du domaine skiable des Trois Vallées. Elle faisait partie des 31 communes ayant reçu le label « station classée de tourisme » au 1er janvier 2012, la seule de Savoie, puis renouvelée avec la réforme de 2013 où est elle rejointe par quatre autres communes savoyardes.

## Géographie

### Situation

#### Localisation
Le village des Allues se situe dans le sud du département de la Savoie en région Auvergne-Rhône-Alpes, dans la vallée de la Tarentaise, sur les conte-fort du massif de la Vanoise. À vol d'oiseau, le village est à 6,1 km au sud - sud-est de Moûtiers, à 30,1 km au sud - sud-est d'Albertville, à 52 km à l'est de Chambéry, chef-lieu du département, et à 138,7 km à l'est de Lyon.
|                | Brides-les-Bains |                      |
| Les Belleville | Allues           | Courchevel           |
|                | Modane           | Pralognan-la-Vanoise |

### Hydrographie, géologie et relief
La commune se positionne sur les pentes de la combe du doron des Allues, qui est orienté sud-nord, d'une longueur de 19 km. Cette vallée est structurée à l'est par les versants de la Dent de Burgin (croix du Verdon), la Saulire, et le chaînon de l'Aiguille du Fruit (pointe du Fruit), qui séparent la vallée de celle où se situe la commune de celle de Saint-Bon-Courchevel, et pour la partie ouest celles de Cherferie, de la Tougnette, du mont de la Chambre, du mont du Borgne, et de l'aiguille de Péclet. La partie sud de la vallée domine avec par le dôme de Polset (3 530 m).
Le territoire des Allues s’étend sur le bassin versant du doron des Allues (le torrent de Méribel), rivière longue de 20,9 km et affluent du doron de Bozel, lui-même affluent de l'Isère. Le torrent prend sa source au col rouge.
En amont du Doron des Allues se trouve le lac de Tuéda, à l'entrée de la réserve naturelle du même nom. Lac de 1re catégorie de 3 ha, il abrite plusieurs espèces de truites dont des farios et des arcs-en-ciel.
D’autres cours d'eau arrosent la commune et viennent grossir le Doron : le ruisseau des Plattières, le ruisseau de la Rosière ou encore le Grand Nant. Le ruisseau des Près d'Enfer, quant à lui prend effectivement sa source sur ce territoire communal mais s'écoule dans le bassin versant du Doron de Belleville.
La commune dispose de ressources en eau potable collectées par 21 sites de captages, ce qui lui assure une indépendance en eau.

### Climat
Pour des articles plus généraux, voir Climat d'Auvergne-Rhône-Alpes et Climat de la Savoie.
En 2010, le climat de la commune est de type climat de montagne, selon une étude du Centre national de la recherche scientifique s'appuyant sur une série de données couvrant la période 1971-2000. En 2020, Météo-France publie une typologie des climats de la France métropolitaine dans laquelle la commune est exposée à un climat de montagne ou de marges de montagne et est dans la région climatique Alpes du nord, caractérisée par une pluviométrie annuelle de 1 200 à 1 500 mm, irrégulièrement répartie en été.
Pour la période 1971-2000, la température annuelle moyenne est de 8,5 °C, avec une amplitude thermique annuelle de 16,3 °C. Le cumul annuel moyen de précipitations est de 1 055 mm, avec 9,3 jours de précipitations en janvier et 9 jours en juillet. Pour la période 1991-2020, la température moyenne annuelle observée sur la station météorologique de Météo-France la plus proche, « Moutiers », sur la commune de Moûtiers à 6 km à vol d'oiseau, est de 11,9 °C et le cumul annuel moyen de précipitations est de 930,4 mm,. Pour l'avenir, les paramètres climatiques de la commune estimés pour 2050 selon différents scénarios d'émission de gaz à effet de serre sont consultables sur un site dédié publié par Météo-France en novembre 2022.

### Voies de communication et transports

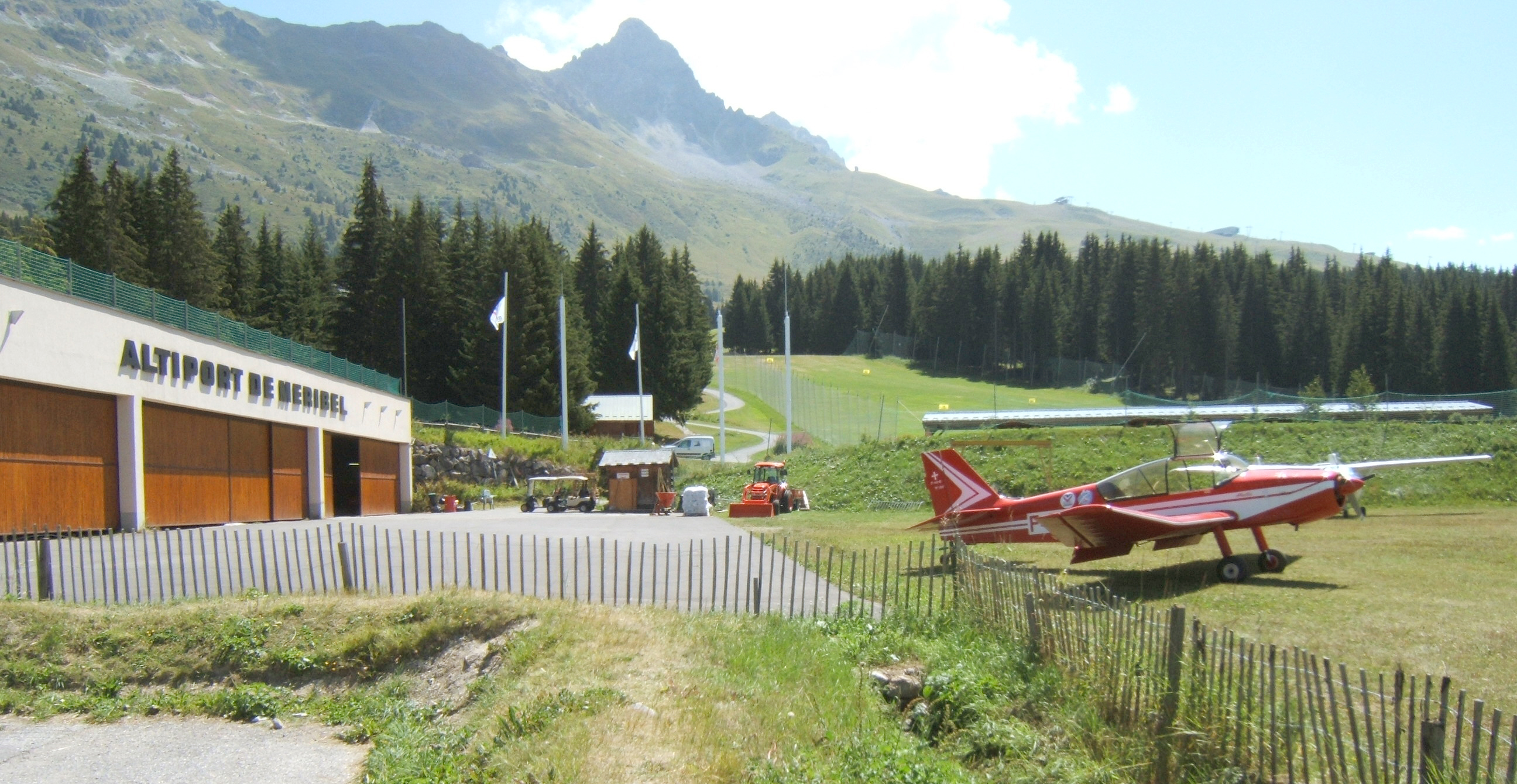
Altiport de Méribel le 13 août 2009.

La commune des Allues est accessible tant par la route, que par les airs avec la présence d'un altiport.
On accède à la station par la route, via une voie express extension de l'A430, en provenance de la combe de Savoie-Albertville, avec la sortie  41 (Val Thorens, Les Menuires, Bozel, Courchevel, Méribel) se situe au niveau de la ville de Moûtiers. Par ailleurs, le TGV arrive jusqu'en gare de Moûtiers - Salins - Brides-les-Bains (distance depuis Paris 600 km, soit 5 h 30 min). Le temps de transport vers la station est d'environ 30 min.
On peut aussi atterrir dans les aéroports internationaux de Lyon-Saint-Exupéry (environ 185 km - 2 h) et Genève (environ 135 km - 2 h), ainsi que celui de Chambéry - Savoie (environ 95 km - 1 h). La station possède aussi son propre altiport, situé à 1 717 m d'altitude.

## Urbanisme

### Typologie
Au 1er janvier 2024, Les Allues sont catégorisées commune rurale à habitat dispersé, selon la nouvelle grille communale de densité à sept niveaux définie par l'Insee en 2022.
Elle est située hors unité urbaine et hors attraction des villes,.

### Occupation des sols
L'occupation des sols de la commune, telle qu'elle ressort de la base de données européenne d’occupation biophysique des sols Corine Land Cover (CLC), est marquée par l'importance des forêts et milieux semi-naturels (95,2 % en 2018), en augmentation par rapport à 1990 (93,4 %). La répartition détaillée en 2018 est la suivante : 
espaces ouverts, sans ou avec peu de végétation (35,2 %), milieux à végétation arbustive et/ou herbacée (30,9 %), forêts (29,2 %), zones urbanisées (2,4 %), zones agricoles hétérogènes (1,4 %), espaces verts artificialisés, non agricoles (1 %).
L'IGN met par ailleurs à disposition un outil en ligne permettant de comparer l’évolution dans le temps de l’occupation des sols de la commune (ou de territoires à des échelles différentes). Plusieurs époques sont accessibles sous forme de cartes ou photos aériennes : la carte de Cassini (XVIIIe siècle), la carte d'état-major (1820-1866) et la période actuelle (1950 à aujourd'hui).

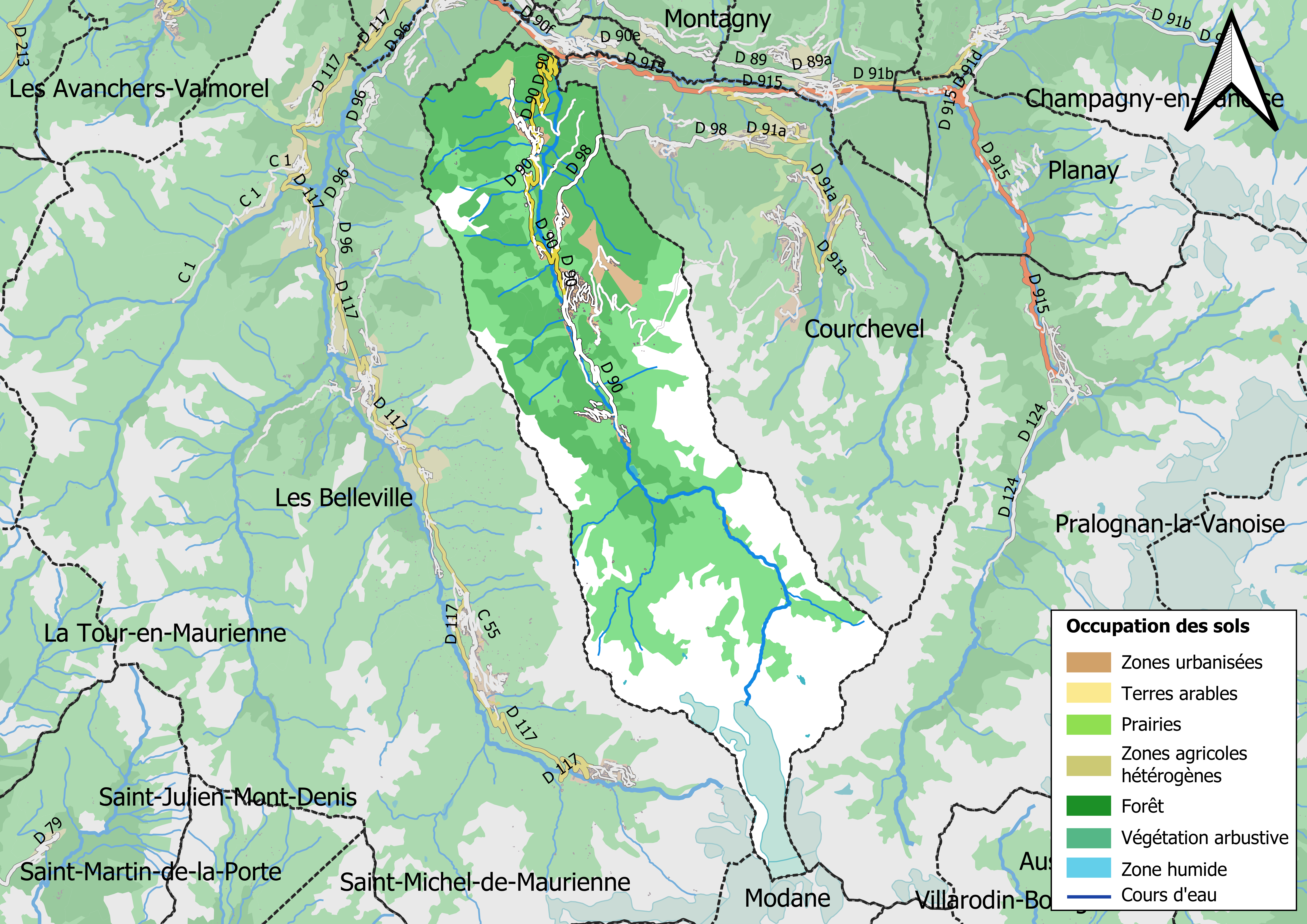
Carte des infrastructures et de l'occupation des sols en 2018 (CLC) de la commune.
Carte orthophotogrammétrique de la commune.

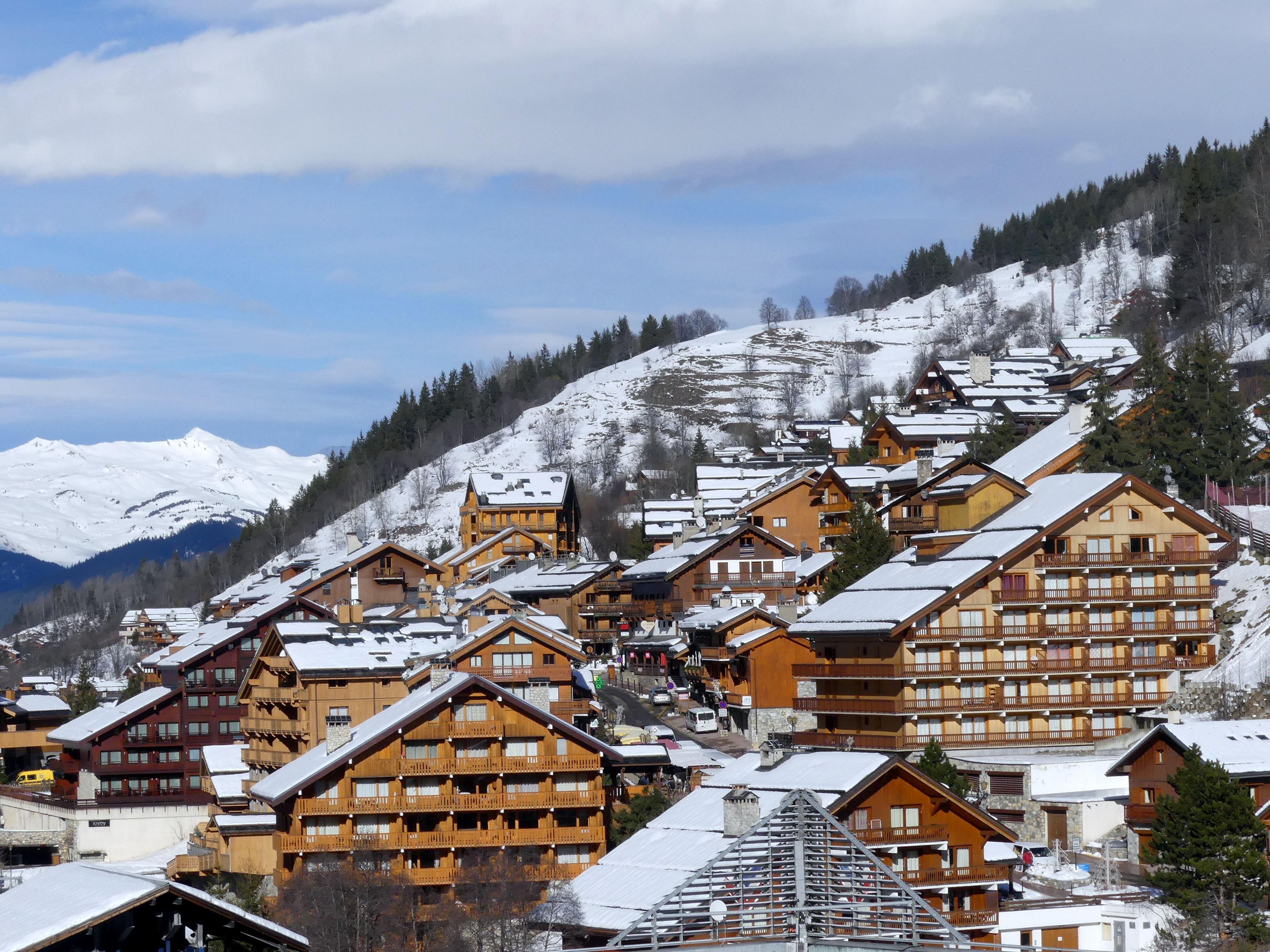
Chalets de Méribel

#### Morphologie urbaine
À Méribel, les chalets luxueux, toit en ardoise, vieux bois et pierre dominent la station-village.

## Toponymie
L'origine du nom « Allues » provient du bas latin « Allodium » ou alleu, qui désigne en administration médiévale, une propriété héréditaire affranchie des droits d'un seigneur,. La première mention date de 1186 avec Vallis de Allodiis, selon Joseph-Antoine Besson,,. On trouve ensuite les mentions suivantes Apud Allodia (1260), Ecclesia de Allodüs (XIVe siècle selon Cartulaire Sabaudiæ) ou encore Parrochia Allodiorum (1322 et 1399),.
En francoprovençal, le nom de la commune s'écrit Louz Aloué, selon la graphie de Conflans.
L'origine du nom de la station Méribel vient de son emplacement. Le terme désigne un lieu depuis lequel on a une belle vue ou que l'on peut surveiller les environs, il est l'équivalent du terme italien, belvédère. De bas latin Mirare, regarder (d'où fr. miroir, mirer, par exemple).
Autre possibilité tout aussi crédible :
Origine Celtique de " mer"(pierre) et  " be"(grande, grosse).
Deux autre sites de la vallée semblent être de la même origine,  les montagnettes de "Mergollaz" ( pierres qui coulent) et l'alpage de "Mennet"  ( la pierre gravée).

## Politique et administration

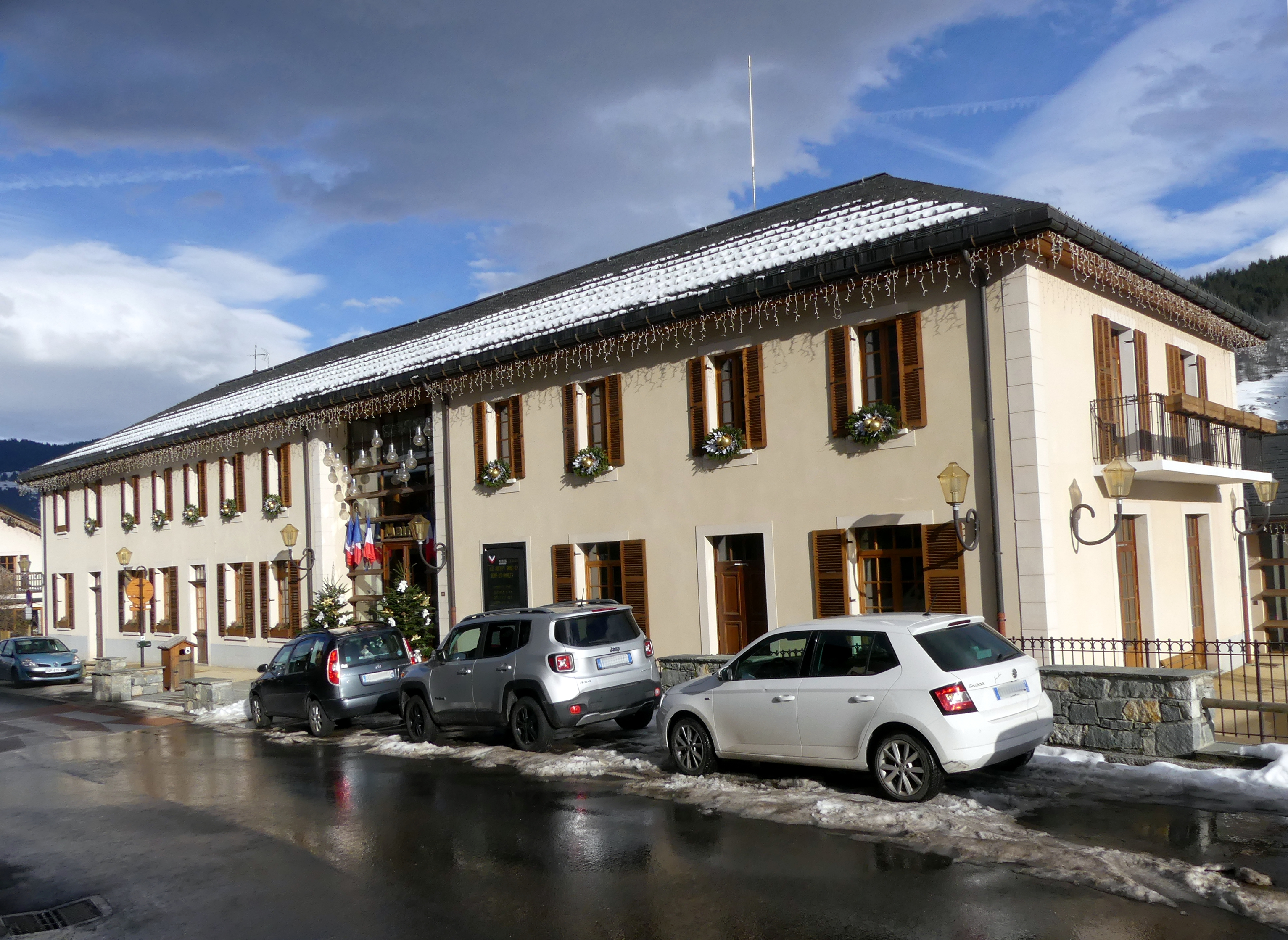
Mairie des Allues.

### Administration municipale
Le conseil municipal est composé de 19 membres.

### Liste des maires
| Période                                  | Période                 | Identité            | Étiquette | Qualité                                        |
| ---------------------------------------- | ----------------------- | ------------------- | --------- | ---------------------------------------------- |
| Les données manquantes sont à compléter. |                         |                     |           |                                                |
| 1865                                     | 1870                    | François Chardonnet | ...       | ...                                            |
| 1870                                     | 1872                    | Martin Charlet      | ...       | ...                                            |
| 1872                                     | 1874                    | Isidore Mainaz      | ...       | ...                                            |
| 1874                                     | 1876                    | Ferdinand Etievent  | ...       | ...                                            |
| 1876                                     | 1880                    | Joseph Raffort      | ...       | ...                                            |
| 1880                                     | 1884                    | Pierre Borrel       | ...       | ...                                            |
| 1884                                     | 1892                    | Ferdinand Etievent  | ...       | ...                                            |
| 1892                                     | 1904                    | Charles Fraissard   | ...       | ...                                            |
| 1904                                     | 1912                    | Prudent Front       | ...       | ...                                            |
| 1912                                     | 1929                    | Léon Charlet        | ...       | ...                                            |
| 1929                                     | 1935                    | Isidore Gacon       | ...       | ...                                            |
| 1935                                     | 1940                    | Alexandre Barral    | ...       | ...                                            |
| 1940                                     | 1941                    | Auguste Marcoz      | ...       | ...                                            |
| 1941                                     | 1943                    | Alphonse Blanche    | ...       | ...                                            |
| 1943                                     | 1944                    | Auguste Marcoz      | ...       | ...                                            |
| 1944                                     | 1947                    | Joseph Blanche      | ...       | ...                                            |
| 1947                                     | 1955                    | Pierre Blanche      | ...       | ...                                            |
| 1955                                     | 1959                    | Marie Joseph Front  | ...       | ...                                            |
| 1959                                     | 1969                    | Alphonse Borgey     | ...       | ...                                            |
| 1969                                     | 1983                    | Eugène Blanche      | ...       | ...                                            |
| 1983                                     | 1984                    | Edmond Bossard      | ...       | ...                                            |
| 1984                                     | 2001                    | Maurice Front       | ...       | ...                                            |
| mars 2001                                | En cours (au juin 2020) | Thierry Monin       | SE        | Président de la Communauté de communes (2014-) |

### Jumelages
À ce jour, l'Atlas français de la coopération décentralisée et des autres actions extérieures, ne répertorie aucun projet de jumelage ou de coopération décentralisée, ni pacte d’amitié à l'international pour la commune.

## Population et société

### Démographie
Les habitants de la commune sont appelés les Alluetains (gentilé le plus courant) ou encore Alluetais, que l'on rencontre parfois sous la forme les Alluitais.
L'évolution du nombre d'habitants est connue à travers les recensements de la population effectués dans la commune depuis 1793. Pour les communes de moins de 10 000 habitants, une enquête de recensement portant sur toute la population est réalisée tous les cinq ans, les populations de référence des années intermédiaires étant quant à elles estimées par interpolation ou extrapolation. Pour la commune, le premier recensement exhaustif entrant dans le cadre du nouveau dispositif a été réalisé en 2006.

En 2022, la commune comptait 1 750 habitants, en évolution de −4,32 % par rapport à 2016 (Savoie : +3,63 %, France hors Mayotte : +2,11 %).
| 1793  | 1800  | 1806  | 1822  | 1838  | 1848  | 1858  | 1861  | 1866  |
| ----- | ----- | ----- | ----- | ----- | ----- | ----- | ----- | ----- |
| 1 334 | 1 167 | 1 281 | 1 306 | 1 276 | 1 323 | 1 064 | 1 029 | 1 020 |

| 1872 | 1876 | 1881 | 1886 | 1891 | 1896 | 1901 | 1906 | 1911 |
| ---- | ---- | ---- | ---- | ---- | ---- | ---- | ---- | ---- |
| 974  | 920  | 860  | 802  | 816  | 784  | 775  | 762  | 724  |

| 1921 | 1926 | 1931 | 1936 | 1946 | 1954 | 1962 | 1968 | 1975  |
| ---- | ---- | ---- | ---- | ---- | ---- | ---- | ---- | ----- |
| 606  | 576  | 534  | 524  | 505  | 648  | 716  | 812  | 1 008 |

| 1982  | 1990  | 1999  | 2006  | 2011  | 2016  | 2021  | 2022  | - |
| ----- | ----- | ----- | ----- | ----- | ----- | ----- | ----- | - |
| 1 250 | 1 570 | 1 869 | 1 893 | 1 880 | 1 829 | 1 790 | 1 750 | - |

### Enseignement
Une école primaire et maternelle à Méribel-centre. 
Une école primaire et maternelle aux Allues, quartier du Plan de l’église.

### Manifestations culturelles et festivités
- Fête à Fanfoué : il s'agit d'une fête annuelle organisée au mois d'août.

### Santé
La commune des Allues correspond au « Bassin 73015 : Les Allues », soit une seule commune. En 2012, on peut trouver un médecin généraliste sur la commune. La desserte médicale est estimée en septembre 2012 à 1 médecin généraliste pour 1 854 hab. Lors de la saison touristique face à l'augmentation de la fréquentation de la commune (estimée à environ 27 000 hab.), on compte trois médecins saisonniers.
On trouve ainsi deux cabinets médicaux à Méribel-centre et un autre à Méribel-Mottaret.
Les autres services liés à la santé sont la présence d'un dentiste situé sur Méribel-centre, des infirmiers, des kinésithérapeutes, ainsi que des pharmacies.
La commune des Allues est rattachée au service d'urgences du Centre hospitalier intercommunal Albertville-Moûtiers (CHAM) disposant d'un site à Moûtiers et d'un autre sur Albertville.

### Sports
De nombreuses activités sportives peuvent être pratiquées sur la commune. En premier lieu, on se doit de citer la présence prépondérante de la station de sports d'hiver appelée Méribel qui fait partie intégrante du domaine skiable des Trois Vallées. À 1 100 m d'altitude, on trouve le village des Allues. On peut ainsi y pratiquer, entre autres chose, du ski alpin et du ski de fond. Autre discipline sportive très ancrée dans le paysage local, le hockey. Méribel les allues abrite le siège social du club Hockey Club Val Vanoise.

### Médias

#### Radios et télévisions
La commune est couverte par des antennes locales de radios dont France Bleu Pays de Savoie, R'Méribel... Enfin, la chaîne de télévision locale TV8 Mont-Blanc diffuse des émissions sur les pays de Savoie. Régulièrement l'émission La Place du village expose la vie locale de la vallée de la Tarentaise. France 3 et son décrochage France 3 Alpes, peuvent parfois relater les faits de vie de la commune.

#### Presse et magazines
La presse écrite locale est représentée par des titres comme Le Dauphiné libéré avec une édition locale.

## Économie

### Tourisme
Les Allues ont obtenu le label officiel « commune touristique » (2012), mais aussi celui de « station classée de tourisme » (2011), maintenu avec la réforme de 2013.
En 2014, la capacité d'accueil de la commune, estimée par l'organisme Savoie Mont Blanc, est de 37 976 lits. Les hébergements se répartissaient comme suit : 1 345 meublés ; 14 résidences de tourisme ; 31 hôtels ; 1 établissement d'hôtellerie de plein air ; 6 centres ou centres de vacances ; 5 refuges ou gîtes d'étape ; 1 chambre d'hôtes.

## Culture locale et patrimoine

### Patrimoine architectural

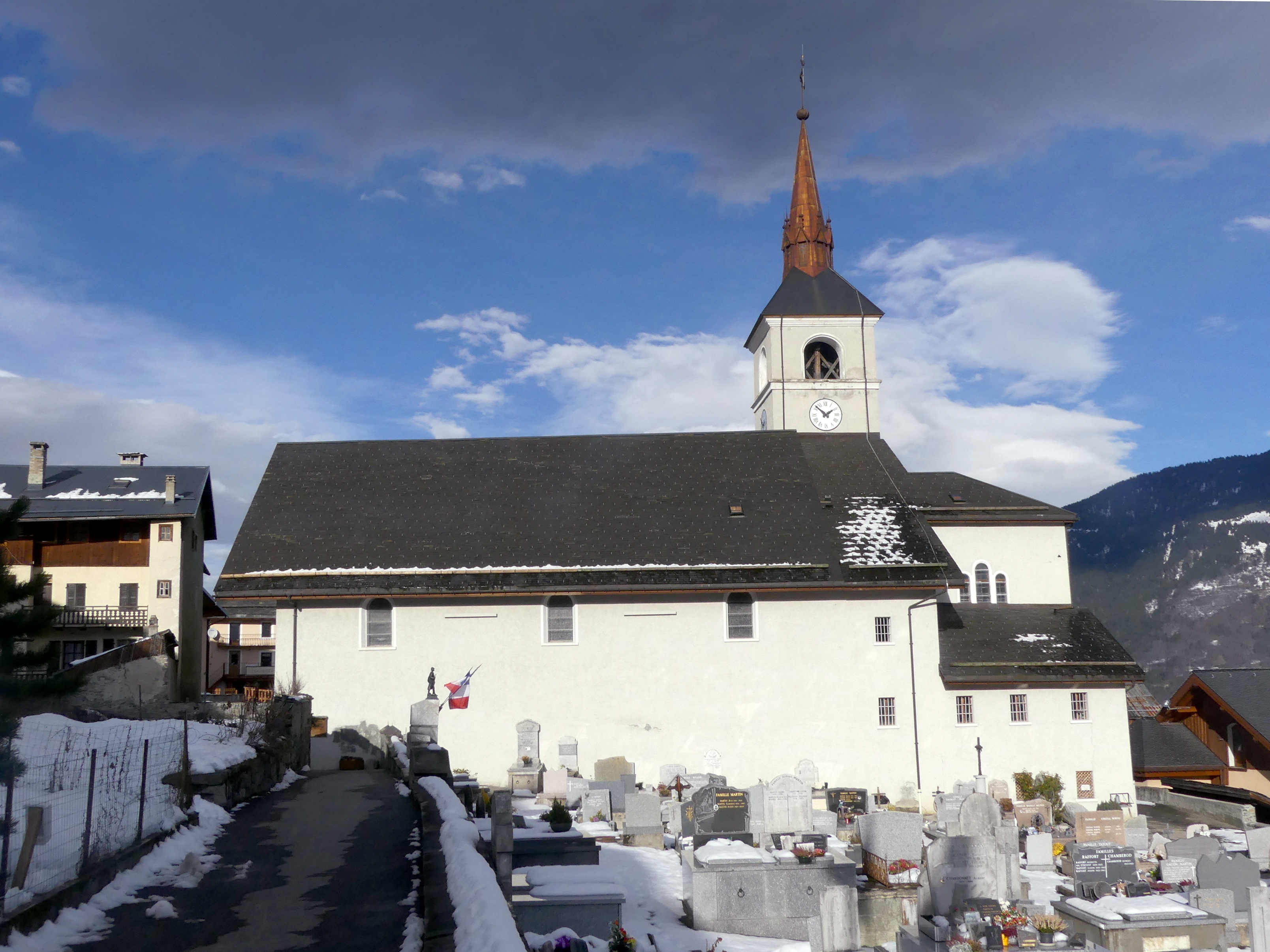
L'église Saint-Martin.

La commune compte deux monuments répertoriés à l'inventaire des monuments historiques et aucun répertorié à l'inventaire général du patrimoine culturel. Par ailleurs, elle compte cinq objets répertoriés à l'inventaire des monuments historiques et aucun répertorié à l'inventaire général du patrimoine culturel.
- Église Saint-Martin ; xiie siècle Retable et décoration intérieur de style baroque. Culte catholique[37].
- Chapelle Notre-Dame-des-Neiges édifiée en 1959[38]. Culte protestant et anglican.
- Les Croix des Missions d'antan.
- maison forte au Villaret, résidence des archevêques de Tarentaise[25].

### Patrimoine environnemental

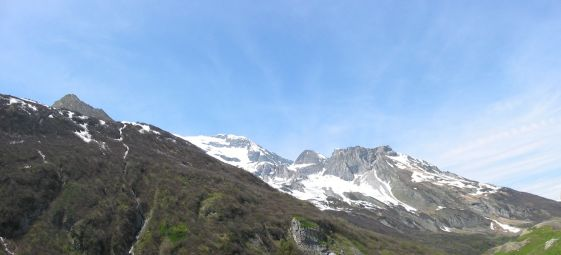
Le Grand Bec vu depuis Champagny le Haut.

Le parc national de la Vanoise occupe le territoire de 28 communes savoyardes, parmi lesquelles se trouvent Les Allues. Il s'agit du tout premier parc national créé en France en 1963. La faune et la flore y est préservée et fortement diversifiée. Ce parc a contribué, entre autres chose, à la sauvegarde du bouquetin dans le massif de la Vanoise. Le village, les stations et le domaine skiable se trouvent dans l'aire d'adhésion (anciennement appelée pré-parc ou périphérie), soit en dehors du cœur préservé du parc.
Attenant au parc de la Vanoise, a été créé par décret en 1990, la réserve naturelle du Plan de Tuéda s'étalant du lac de Tuéda au glacier de Gébroulaz. C'est un espace protégé de 1 100 ha où tétras lyre, linnées boréales et pins cembros peuvent être préservés.
Ce glacier est par ailleurs le seul en France à être détenu, ainsi que ses abords, moraines, lacs ainsi que les alpages, par des propriétaires privés issue d'une même famille depuis le XIXe siècle,.

### Patrimoine culturel
Musée et petit patrimoine
- Musée des Allues : ce musée a été aménagé au sein de la Maison Bonnevie, un des principaux bâtiments historiques de la commune.
- Scierie et moulin du Raffort : situés au bord du Doron des Allues sous le village du Raffort entre Les Allues et Méribel.

Gastronomie

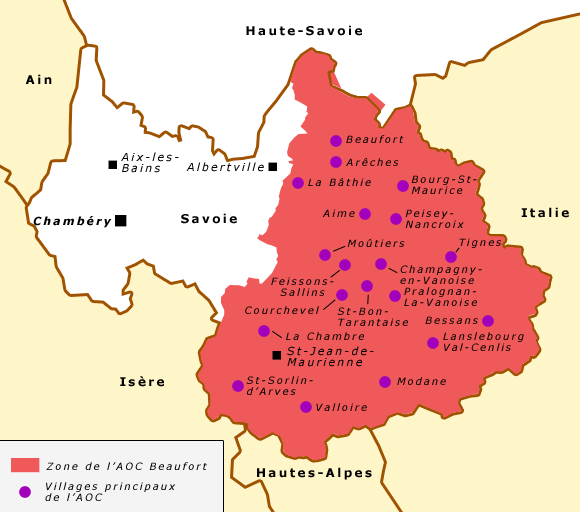
Carte AOC beaufort.

Le territoire de la commune connait une gastronomie de terroir traditionnelle. On y produit de nombreux fromage parmi lesquels on peut citer le beaufort. En effet, la commune se situe au sein d'une aire d'appellation (AOP) qui l'autorise à produire ce fromage. Comme autre fromage produit sur ce territoire, on peut citer la tomme de chèvres des Allues.

### Espaces verts et fleurissement
En 2014, la commune obtient le niveau « trois fleurs » au concours des villes et villages fleuris.

### Personnalités liées à la commune
- L'archevêque de Tarentaise, Joseph de Parpaille, meurt le 20 juillet 1598 de la peste et est enterré dans la paroisse.